# VLANホッピング
VLANホッピング とは、トランク機能を悪用して本来はアクセス出来ないVLANにアクセスするレイヤ2レベルの攻撃である。これにより、VLAN上のネットワークリソースに不正にアクセス出来る。エクスプロイトの一つである。攻撃手法は「DTPによるVLANホッピング」と、「ダブルタグによるVLANホッピング」に大別される。

## 解説
DTPによるVLANホッピング
一般ユーザに開放しているアクセスポートをDTPによって不正にトランクポートに変更させて、全てのVLANと通信可能にする攻撃。これを防ぐ手段として、DTPの無効化がある。
ダブルタグによるVLANホッピング
VLANタグを2重に付けて、異なるVLANにアクセスする攻撃。これはネイティブVLANがタグを付けないことを悪用している。これを防ぐ手段として、以下のいずれかを設定するとよい。
①ネイティブVLANでもタグが付く設定にする - （config）#vlan dot1q native
②ネイティブVLANの変更 - （config-if）#switchport trunk native vlan <VLAN番号>
③スイッチ内のVLANにACL（VACLと呼ぶ）を適用する

## 参考
1. ↑  VLANホッピング
2. ↑  <VLAN>